# Regne de Raigama
El regne de Raigama o Rayigam fou un estat singalès situat al sud-oest de l'illa de Ceilan (excepte les zones més properes a la costa que estaven en mans de Portugal) que va existir de 1521 a 1538, quan, després de l'assassinat de Vijayabahu VII de Kotte el 1521, el regne de Kotte es va escindir en tres estats rivals: el regne de Sitawaka, el regne de Raigama i el propi regne de Kotte. La capital del regne fou Bandaragama al sud-est de Kotte.
Disputes familiars van esclatar al regne de Kotte. El rei Wijaya Bahu VII (o Vijayabahu VII) tenia tres fills i estava casat amb una reina principal que, segons una costum local, era també esposa del seu germà; per això es va suggerir com a hereu no un d'aquests tres fills sinó un jove fill d'un anterior matrimoni de la segona esposa Kirawella de nom Deva Raja Singha; per por de ser assassinats els tres fills del rei van fugir i el més jove, Mayadunna, es va dirigir a Senkadagala on va reunir un exèrcit amb el que va retornar i va atacar Kotte. Wijaya Bahu VII va haver de demanar la pau; el príncep va estacionar les seves forces a la vora del palau i allí el jove Deva Raja Singha de 7 anys el va informar innocentment que hi havia soldats esperant per matar-lo al entrar a palau. Mayadunna no va entrar i l'exèrcit del rei que simpatitzava amb la causa dels tres prínceps, es va unir a l'exèrcit del Mayadunna per assetjar el palau. El rei, que no fou molestat, va poder retirar-se cap al pis superior amb dues esposes. A la nit es va reunir un consell que va decidir que Wijaya Bahu VII havia de ser mort; no es va trobar cap singalès que acceptés matar-lo i al final es va pagar a un estranger que el va assassinar (1521).
Al matí el consell va decidir designar rei al gran dels tres fills, de nom Bhuwaneka Bahu VII, i l'elecció fou presentada al poble per ratificació, sent aclamat per la gent. Mayadunna va donar suport al seu germà gran i es va encarregar de suprimir tota resistència. Es van crear principats pels seus germans: el segon, príncep Para Raja Singha va rebre el korale (districte) de Rayigam (o Raigama), mentre Mayadunna va rebre Sitawaka (que anava des de la rodalia de Kotte fins a Uda Rata).
En aquest temps la fortalesa portuguesa a Colombo estava complerta i des de 1522 governada per Fernão Gomes de Lemos (successor de Brito), però es va decidir que el seu manteniment no era compensant pels beneficis que se'n obtenien; a més la crueltat dels portuguesos els havia fet molt impopulars i trobaven dificultats pel comerç. El 1524, quan Vasco de Gama va retornar com a virrei de l'Índia (succeint a Duarte de Meneses, virrei de gener de 1522 a desembre de 1524) portava instruccions de desmantellar el fort de Ceilan. El 1525 el fot fou desmuntat i l'artilleria i els soldats portats a l'Índia. No obstant va quedar un agent (factor) a l'illa, Nuno Freyre de Andrade, sota protecció del rei de Kotte. Aviat també es va haver de desmantellar el fort portuguès de Calicut per l'hostilitat del governant hindú conegut com el samorin (o Zamorin que vol dir "senyor de l'Oceà"), que comptava amb el suport dels fanàtics moppiles (moplah) descendents dels colons àrabs establerts a la costa Malabar, que controlaven el comerç a través de la mar Roja el que els enfrontava als portuguesos. Els vaixells de Calicut van aparèixer a la costa de Ceilan i els portuguesos van buscar refugi a la cort de Bhuwaneka Bahu VII.
Mentre aquest rei havia entrat en conflicte amb els seus dos germans, i va demanar als portuguesos restaurar el fort que havien abandonat. Mayadunna en canvi va fer aliança amb el Samorin que el 1528 li va enviar armament i una petita força manada pels musulmans Pachchi Marikar i Cunhale Marikar de Calicut i per un àrab de nom Ali Ibrahim. Amb aquestes forces Mayadunna va assetjar Kotte, però els portuguesos van enviar vaixells des de Goa i els atacants es van haver de retirar. Mayadunna va fer llavors una victoriosa campanya contra Kanda Uda Rata aliat amb el seu germà el rei Para Raja Singha, que ara era esmentat com a Rayigam Bandara (per ser príncep de Rayigam o Raigama Korale); aquesta campanya va servir a Mayadunna per reforçar el seu poder. El conflicte es va perllongar fins a l'octubre de 1536 sense cap resultat. Ali Ibrahim va tornar amb 4000 soldats i va assetjar Kotte en nom de Mayadunna, però els portuguesos van tornar a enviar reforços i abans de la seva arribada ja els atacants es van retirar. El 1538 va arribar una flota de 51 vaixells del Samorin amb vuit mil homes i 400 canons i Martin Afonso de Sousa, Capità Major de les mars, va sortir en la seva persecució trobant la flota enemiga prop de Rameswaram, l'illa sagrada entre Ceilan i el continent. La batalla es va lliurar el 29 de febrer de 1538 i els portuguesos en van sortir victoriosos.
Sousa va visitar al rei de Kotte que li va fer una aportació en diner per pagar les despeses de l'expedició. Poc després va morir el príncep Rayigam Bandara i Mayadunna de Sitawaka es va apoderar del seu principat tot i l'oposició del rei suprem de Kotte, i el va reunir als seus dominis.